# Urorhipis
Urorhipis was een geslacht van zangvogels uit de familie Cisticolidae. De enige soort is de roodmaskerapalis of roodmaskerprinia (Prinia rufifrons). Sinds 2020 staat deze soort als een Prinia op de IOC World Bird List.